# Šumperk
Šumperk es una ciudad de la República Checa, capital del distrito homónimo en la región de Olomouc.
En 2017 tiene 26 305 habitantes.
Se conoce su existencia desde la segunda mitad del siglo XIII y fue fundada por alemanes de Silesia, que vivieron en la ciudad hasta las expulsiones de 1945. El nombre original alemán de la localidad era Schönberg, un topónimo común en la geografía germánica que literalmente significa "monte hermoso". Para distinguirlo de los demás Schönberg, se le denominaba Mährisch Schönberg, refiriéndose Mährisch a su ubicación en Moravia.
Se ubica sobre la carretera 44, unos 50 km al norte de Olomouc.